# Programme Sans trace

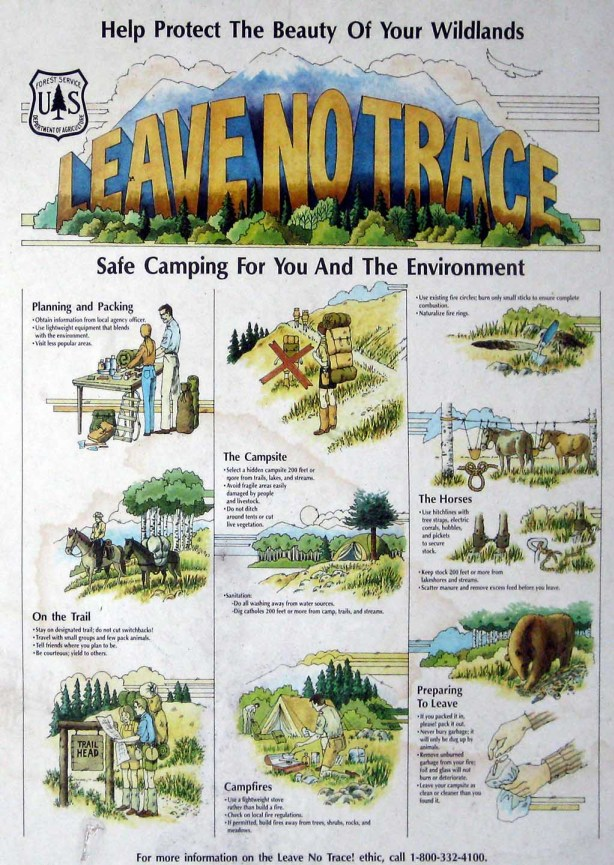
Une affiche du programme "Leave No trace"

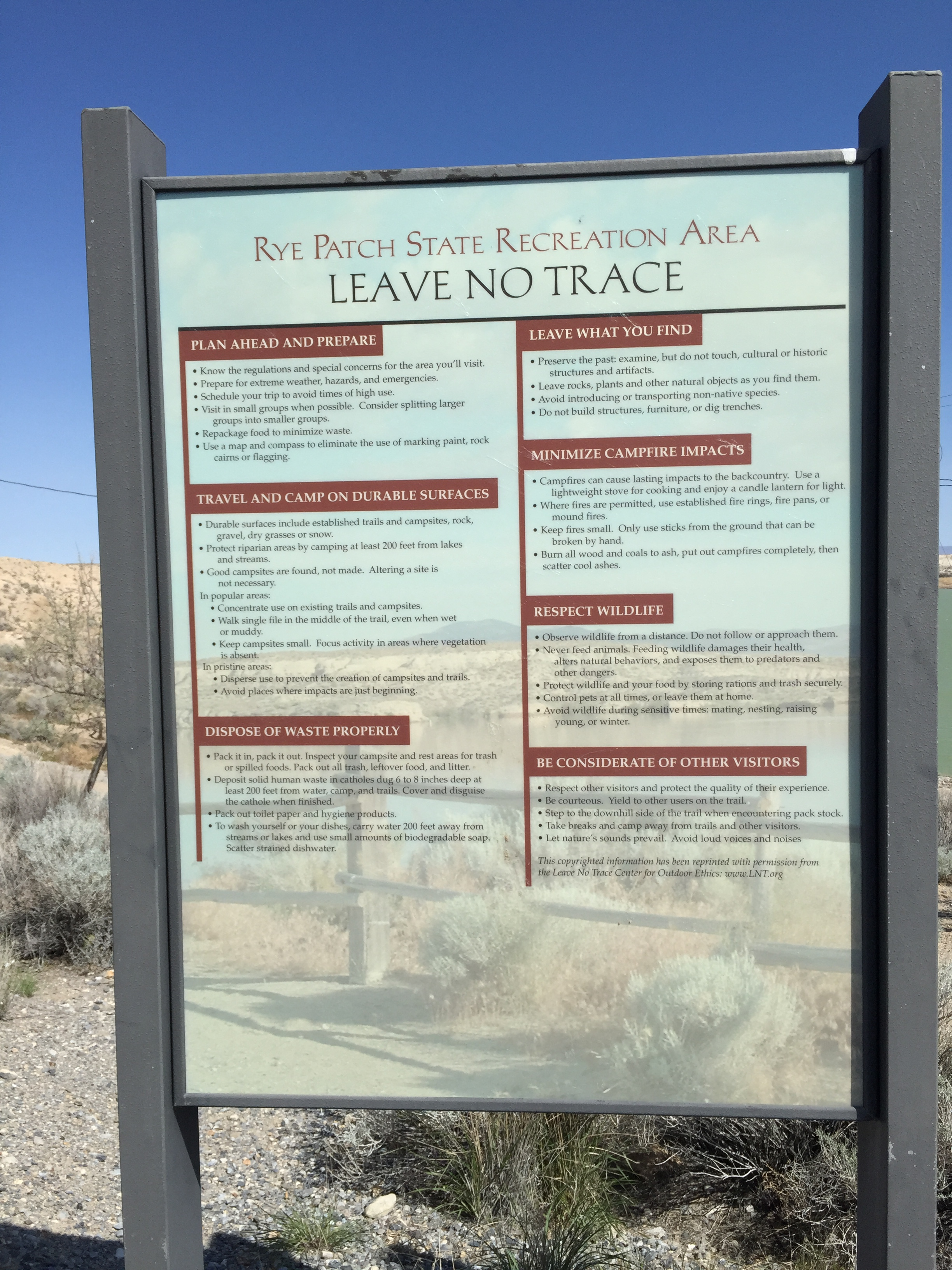
Panneau Leave No Trace (Nevada, USA).

Le programme Sans trace est un programme éducatif largement reconnu à travers le monde visant à rendre la pratique du plein air la plus viable possible en enseignant aux gens comment réduire les impacts de leurs activités dans les parcs et les autres aires naturelles. Le programme Sans trace fait partie de l'Éducation à l'environnement et au développement durable qui inclut un large spectre d’avenues diverses, selon la conception qu’on adopte de l’environnement et selon l’angle sous lequel on considère le rapport individuel et social à celui-ci: éducation au milieu naturel, à la conservation, au patrimoine, au territoire, à l’éco-consommation, au développement durable, éducation écologique, écoformation, éducation à la santé environnementale, etc.
Le programme Sans trace fournit un cadre à la prise de décision dans le domaine de l'éducation au plein air.

## Les origines
La mise en place du programme Sans trace correspond à une évolution de l'éthique de l'environnement intervenue après la seconde guerre mondiale. Il a été conçu dans les années 1960 et 1970 en réponse aux nombreux problèmes engendrés par la forte augmentation des loisirs de plein air et la mise en marché conjointe de nouveaux équipements récréatifs tels que les réchauds, les tentes synthétiques et les matelas de sol. Au cours de ces décennies, le Service des forêts des États-Unis, le Bureau of Land Management et le National Park Service ont commencé à enseigner à leurs visiteurs non motorisés comment avoir un impact minimal sur le territoire et à former des spécialistes des milieux naturels pour éduquer ces visiteurs dans les différents parcs. En 1987, les trois départements ont élaboré en collaboration une brochure intitulée « Leave No Trace Land Ethics ».
Toujours dans les années 1970, des groupes comme le Sierra Club préconisaient des techniques de camping à impact minimal. Les Boy Scouts of America ont aussi activement plaidé pour la formation et la mise en œuvre des principes Sans trace au début des années 1970 dans des endroits comme Philmont Scout Ranch, dans le nord du Nouveau-Mexique. Un programme pilote dans les années 1980 entre la BSA et le Bureau of Land Management dans le Haut désert d'Uintas a aussi tenté d'atteindre un large public.
Le développement formel du programme actuel a commencé en 1990, avec le choix du nom "Leave No Trace" (LNT) et la formation d'un partenariat avec la National Outdoor Leadership School (NOLS), basée à Boulder (Colorado), pour développer des principes éducatifs, du matériel et des cours de formation. L'organisation éducative à but non lucratif Leave No Trace, Inc. a été créée en 1994 pour poursuivre le développement du programme, établir des partenariats avec les gestionnaires fonciers locaux, régionaux et fédéraux et d'autres organisations, et obtenir le soutien et la participation des fabricants et des détaillants de produits de plein air. À l'époque, le service des forêts avait également créé d'autres programmes tels que Smokey Bear, Woodsy Owl et, quelques années avant, en 1985, Tread Lightly! un programme axé sur les loisirs motorisés. Le Bureau of Land Management a rejoint le programme en 1993, suivi par le National Park Service et le US Fish and Wildlife Service en 1994.
Aujourd’hui, c’est dans plus de 90 pays à travers le monde que ce programme est utilisé pour éduquer et former les randonneurs et randonneuses ainsi que le personnel d'organismes œuvrant dans le domaine du plein air, constituant le Mouvement Sans trace. L'outil pédagogique publié sous le titre original de « Teaching Leave No Trace » par le Leave No Trace Center for Outdoor Ethics a fait l'objet d'une traduction en langue française en 2019 par Rando Québec en collaboration avec Sans trace Canada sous le titre L'Éthique du plein air et les sept principes sans trace, guide d'activités. En 2021, 55 entreprises québécoises accréditées Écotourisme soutenaient ce programme d’éthique en plein air.

## Les sept principes Sans trace
Le programme Sans trace fait appel à sept principes  :
1. Se préparer et prévoir
2. Utiliser les surfaces durables,
3. Gérer adéquatement les déchets,
4. Laisser intact ce que l'on trouve,
5. Minimiser l'impacts des feux,
6. Respecter la vie sauvage,
7. Respecter les autres visiteurs.

Ces principes ont été adaptés à différentes activités, écosystèmes et environnements. Développés à l'origine pour « l'arrière-pays », c'est-à-dire les parcs et milieux naturels, ils visent maintenant la protection de l'ensemble des aires naturelles. Les principes Sans trace ne semblent pas d'une importance capitale jusqu'à ce que lon se rende compte de l'ampleur des impacts causés par les millions de personnes qui s'y rendent. Ces principes font donc appel à la responsabilité de chaque individu et de chaque groupe afin de réduire leurs impacts sur les composantes écologiques et sociales de l'environnement suivantes :
- les milieux naturels
- les pleinairistes et les autres utilisatrices et utilisateurs, les communautés autochtones, les propriétaires terriens et les populations locales
- le patrimoine archéologique, historique, culturel

### Parcs et milieux naturels
Les principes ci-dessous font l'objet d'un guide plus détaillé. Ils ont aussi fait l'objet d'une déclinaison spécifique pour l'éthique de plein air en hiver.
1. Se préparer et prévoir : La planification et la préparation adéquates d'une sortie permettent d'atteindre ses objectifs de façon sécuritaire et satisfaisante tout en minimisant les dommages causés aux ressources naturelles et culturelles.
2. Utiliser les surfaces durables: L'environnement se dégrade lorsque la végétation de surface ou les communautés d'organismes vivants sont piétinées de manière irrémédiable. Il en résulte de l'érosion des sols et la création de sentiers et d'emplacements de camping indésirables. Dans les zones très fréquentées il faut concentrer son activité (ne pas sortir du sentier déjà tracé) mais dans les régions plus éloignées et moins fréquentées il est préférable de disperser son impact.
3. Gérer adéquatement les déchets : Les déchets et ordures nuisent considérablement au caractère naturel d'une zone et peuvent causer des dommages environnementaux importants. Tous les déchets et restes de nourriture produits ou trouvés sur le site doivent être rapportés et éliminés selon les règles de la localité visitée ou celles de son propre lieu de résidence[8]. En outre dans les parcs, les campeurs produisent des eaux usées qu'il convient de gérer adéquatement : filtrer l'eau de vaisselle, utiliser du savon biodégradable ou biologique et disperser ces eaux usées à au moins 70 m des cours d'eau et des lacs ; les matières fécales doivent aussi être éliminées de manière conforme aux principes Sans trace : uriner dans les bois n'est pas une violation. Cependant, il ne faut pas laisser de papier toilette et les déchets doivent être enterrés à 70 m au moins des sources d'eau, sentiers, aires de camping ou de pique-nique.
4. Laisser intact ce que l'on trouve : les pleinairistes doivent laisser dans l'état et dans le lieu de leur découverte les roches, plantes animaux, artefacts archéologiques et tout autre objet de la nature. Les bons sites de camping se trouvent, ils ne se fabriquent pas.
5. Minimiser l'impact des feux : Le caractère naturel de nombreuses régions a été dégradé par la surutilisation des feux de camp. Sans Trace enseigne la recherche d'alternatives à ces feux ou l'usage de feux à faible impact.
6. Respecter la vie sauvage : minimiser l'impact sur la faune et les écosystèmes : observer les animaux sauvages de loin, rester à bonne distance surtout en période de reproduction, nidification et mise bas, entreposer la nourriture de façon sécuritaire et ne jamais nourrir les animaux, éviter les bruits forts et les mouvements brusques.
7. Respecter les autres visiteurs : respecter l'étiquette de la randonnée, agir avec courtoisie en respectant l'intimité des autres excursionnistes.

### Aires urbaines et périurbaines
En raison de l'importance en nombre des populations vivant en milieu urbain ou périurbain et leur engouement du plein air, les balises suivantes ont été développées sur la base des sept principes Sans trace dans le but de leur communiquer un message sur mesure :
1. Se renseigner avant de partir
2. Restez sur les sentiers et campez adéquatement
3. Rapporter ses déchets et ramasser les excréments
4. Laisser intact ce que l'on trouve
5. Agir prudemment avec les feux
6. Laisser la faune à son état sauvage
7. Partager les sentiers et maîtriser son chien

## Fondement scientifique
Le Comité d'examen pédagogique du programme "Leave No Trace", composé de gestionnaires fonciers, de scientifiques et de praticiens, élabore, affine et approuve les pratiques et les messages afin d'en garantir la validité et la cohérence. Le comité consulte régulièrement la recherche scientifique pour s'assurer que les pratiques de l'initiative "Sans trace" soient basées sur les meilleurs résultats de recherche disponibles. Le fondement scientifique du programme « Sans trace » fait principalement appel à deux disciplines scientifiques : l'écologie récréative et les dimensions humaines des ressources naturelles. La recherche en écologie récréative, « un domaine d'étude qui examine, évalue et surveille les impacts des visiteurs, généralement sur les zones naturelles protégées, et leurs relations avec les facteurs d'influence » est à la base des principes Sans trace en raison de l'accent mis sur les impacts des loisirs. L'écologie récréative a dominé la plupart des recherches sur le thème de la minimisation de l'impact environnemental, et des revues de littérature indiquent que plus d'un millier d'articles sur l'écologie récréative ont été publiés au cours des dernières décennies. Les exemples incluent les impacts écologiques et sociaux des visiteurs. Pourtant, le comportement des amateurs de plein air est peut-être[réf. nécessaire]  le plus grand déterminant de cet impact, et la recherche sur les dimensions humaines, qui se concentre sur les aspects sociologiques, psychologiques, culturels et économiques des loisirs est limitée mais en croissance en ce qui concerne les études liées au programme Sans trace.
La majorité des recherches sur les dimensions humaines liées au programme Sans trace ont évalué l'efficacité de l'éducation par le biais de diverses stratégies de communication dans un effort pour accroître les connaissances et influencer le changement de comportement. Par exemple, des études ont évalué des stratégies de communication visant à atténuer les conflits entre les humains et la faune, à réduire les déchets, à minimiser l'enlèvement d'objets naturels ou à dissuader les randonnées hors sentier. Peu d'études se sont intéressées spécifiquement au programme Sans trace, mais se sont plutôt concentrées sur les comportements à impact minimum en général, et encore moins d'études ont évalué le groupe d'utilisateurs le plus courant, les visiteurs des aires urbaines et périurbaines. Plus récemment, cependant, des chercheurs en sciences sociales ont exploré des concepts tels que les connaissances, les attitudes, les croyances, les valeurs et les comportements des amateurs de plein air dans le contexte des pratiques Sans trace, et ont commencé à examiner les perceptions des visiteurs des aires urbaines et périurbaines.

## Critique
La plupart des études scientifiques démontrent que les interventions éducatives sont efficaces pour accroître les connaissances des visiteurs et modifier leurs comportements. Bien que les principes Sans trace soit une éthique de conservation de la nature largement acceptée, ils ont toutefois fait l'objet de critiques. L'historien de l'environnement James Morton Turner a affirmé en 2002 que le programme Sans trace dirigeait avant tout l'attention des randonneurs « sur la protection de la nature sauvage en tant que paysage de loisirs » plutôt que de s'attaquer à des questions plus vastes, telles que « l'économie moderne, la consommation et l'environnement ».
En 2009, Gregory Simon et Peter Alagona ont soutenu qu'il fallait aller au-delà du concept du "Sans Trace" et que cette éthique "masquait une grande partie des relations humaines avec la nature non humaine" en donnant l'impression que les parcs et les zones de nature sauvage constituaient une "nature vierge", ce qui "effaçait leur histoire humaine et empêchait les gens de comprendre comment ces paysages se sont développés au fil du temps via des interactions complexes entre l'homme et l'environnement"..». À la place de cette éthique, ils proposent une nouvelle éthique de l'environnement « susceptible de transformer le programme d'études critiques des sciences sociales en une pratique critique du plein air en milieu naturel, qui s'attaque au système économique mondial... et qui réinvente les loisirs en milieu naturel comme une forme d'action politique plus collaborative, plus participative, plus productive, plus démocratique et plus radicale" ». Dans l'article, ils décrivent également comment certaines entreprises de l'industrie du plein air et des magazines comme National Geographic soutiennent les principes Sans trace, mais que dans les magasins de produits de loisirs de plein air tel que le REI, « le logo de Sans trace devient à la fois une marque d'entreprise et un sceau d'approbation ».
Les auteurs soutiennent également que parce que le Sans trace « se concentre sur les impacts locaux immédiats de l'utilisation récréative tout en ignorant les problèmes plus importants de transformations dans le temps et de connexions dans l'espace », il a ce qu'ils considèrent comme « deux défauts conceptuels »: l'idée que la nature sauvage actuelle est une « condition naturelle et vierge » et l'obscurcissement des « connexions spatiales entre ce qui se passe à l'intérieur des parcs et des zones sauvages et ce qui se passe à l'extérieur ». Les auteurs notent qu'en outre, cette éthique a une portée limitée, offrant « un code de conduite calibré à l'échelle géographique particulière, limitée et arbitraire des parcs et des milieux naturels ». Ils articulent leur nouvelle éthique environnementale comme une expansion du Sans trace, sans le rejeter complètement, en élargissant son « échelle spatiale au-delà des limites des parcs et des milieux naturels ... élargissant la portée éthique du Sans trace pour inclure les systèmes économiques mondiaux qui font le désert américain contemporain récréation possible », redéfinissant les récréateurs plutôt que « les sujets éthiques passifs et les consommateurs, aux participants actifs dans les programmes collaboratifs » et, en somme, « une vision plus démocratique, plus participative et plus radicale des loisirs de plein air en tant que forme d'action politique ». Vers la fin de l'article, les auteurs articulent les sept principes de ce qu'ils appellent « Le Sans trace plus » :
1. Renseignez-vous et informez les autres sur les endroits que vous visitez
2. Achetez uniquement l'équipement et les vêtements dont vous avez besoin
3. Prenez soin de l'équipement et des vêtements dont vous disposez
4. Faites des choix consciencieux de consommation d'aliments, d'équipement et de vêtements
5. Minimiser la production de déchets
6. Réduisez la consommation d'énergie
7. Impliquez-vous en conservant et en restaurant les endroits que vous visitez

Trois ans plus tard, Simon et Alagona ont répondu aux critiques de leur article de 2009 appelant à une approche « Beyond Leave No Trace ». Ils ont fait valoir qu'ils n'étaient pas les premiers à explorer l'histoire du LNT, qu'ils « se sont joints à un chœur croissant de chercheurs » et, surtout, qu'ils « restent fermes dans notre approbation de la valeur et du potentiel du LNT », mais qu'ils croient que « cette simple éthique est pas assez dans un monde de circulation mondiale des capitaux où les biens que nous produisons et consommons pour profiter du plein air peuvent avoir des ramifications sociales et environnementales à long terme et de grande portée ». Tout en rejetant les préoccupations des critiques, ils écrivent que, premièrement, Leave No Trace « ne pourrait pas exister sous sa forme actuelle sans une pléthore de produits de consommation » ; deuxièmement, « l'utilisation de ces produits n'efface pas les impacts environnementaux »; et troisièmement que le LNT « masque systématiquement ces impacts, déplacements et connexions en encourageant la fausse croyance qu'il est possible de " ne laisser aucune trace " ».
D'autres détracteurs de Leave No Trace ont fait valoir qu'il n'était pas pratique, déplaçaient les impacts environnementaux vers d'autres endroits, « obscurcissaient les liens entre les utilisations des produits de plein air et leurs impacts sur la production et l'élimination » et se demandaient dans quelle mesure l'éthique affectait le comportement environnemental quotidien,.
- Escalade propre
- Laissez la porte comme vous l'avez trouvée
- "Piste unique" (VTT )
- Le code du pays
- Éthique du trail
- Marchez doucement